# Сегнерово колесо
Сегнерово колесо — двигатель, основанный на реактивном действии вытекающей воды. Первая в истории гидравлическая турбина.
Расположенное в горизонтальной плоскости колесо без обода, у которого спицы заменены трубками с отогнутыми концами так, что вытекающая из них вода приводит сегнерово колесо во вращение. Изобретено Иоганном Сегнером.
Принцип сегнерова колеса использован в конструкции в центробежном фильтре очистки масла, а также «вечных двигателей» Клема и Шаубергера.